# Mise Quadam
Mise Quadam je česká sci-fi adventura z roku 1995. Vytvořil ji tým Agawa. Je inspirována knižním seriálem Perry Rhodan.

## Příběh
Děj se odehrává po roce 2360, kdy Zemi ovládli androidi, kteří zde pozabíjeli celé lidstvo. Několik stovek lidí žije na základně Matna Plus, na planetoidu mezi Marsem a Jupiterem. Ti chtějí androidy zničit sodogomorátorem, technologií vynalezenou již vyhynulou civilizací na měsíci Quadam. Na měsíc letěl v rámci první mise Willfram Kyrr a Eric Levassor, ti se však po několika týdnech odmlčeli. Hlavním hrdinou je David Criggs, který letí poslední dalekosáhlou raketou na Quadam, kde má za úkol zjistit co se stalo s první posádkou, najít ovládací centrum a spusit sodogomorátor.

## Přijetí hry
Hra byla přijata v recenzích rozporuplně, kritizovaná byla především grafika, ozvučení a nelogičnost postupu. Hodnocena byla časopisem Score 30 %, Riki 55 % a Excalibur 65 %.